# Fi EXHAUST
奎斯國際有限公司，是一間汽車零件配件批發公司，以Frequency Intelligent Exhaust （簡稱： Fi Exhaust）為其主要行銷品牌，總部位於台灣台北。於2012年創立。並在2015年成為日本知名改裝公司Liberty Walk的官方合作排氣品牌 。Fi EXHAUST提供超跑、性能車改裝排氣產品為主。